# 864
Cette page concerne l'année 864  du calendrier julien.
L'année 864 est une année bissextile qui commence un samedi.

## Événements

### Proche-Orient
- Révolte anti-fiscale au Tabaristan contre les Tahirides. Un groupe de Zaydites (chiites qui refusent de reconnaître une seule lignée d’imams) réussit à s’implanter autour d’un imam descendant de Hasan, Hassan ibn Zeid (mort en 884), qui fonde la dynastie Alavides[1].

### Europe
- Janvier-février : les Vikings dévastent l'Auvergne et pillent Clermont avant de regagner la Charente. Le comte Étienne est tué en défendant la ville[2].
- Février-mars : les Vikings de la Gironde, qui luttent sans succès contre le comte de Vasconie Arnaud, sont engagés comme mercenaires par le roi d'Aquitaine déchu Pépin qui met le siège devant Toulouse ; le Toulousain, le Rouergue et l'Albigeois sont mis à sac, mais Pépin ne peut pas s'emparer de la ville défendue par les missi de Charles le Chauve. Il se retire puis est fait prisonnier par le comte Rannoux de Poitiers[2].
- Février : l'empereur Louis II assiège Rome pour obliger le pape Nicolas Ier à reconnaitre le divorce de son frère Lothaire II[3]. Le pape fuit, mais Louis tombe malade, ce qu'il prend pour un signe de Dieu lui notifiant son erreur. Il se réconcilie avec le pape[4].
- 25 juin : édit de Pîtres qui déclare Pépin le Jeune, roi d'Aquitaine, déchu de ses États et décide une refonte des monnaies et la fortification des ponts contre les Normands, en particulier le pont de Pîtres[5]. À la diète de Pître, le roi Salomon de Bretagne paye un tribut à Charles le Chauve[6].
- Août : entrevue de Tulln entre Louis le Germanique et le tsar bulgare Boris Ier qui s'est converti au Christianisme au début de l'année. Les armées franques interviennent en Grande-Moravie conjointement avec les Bulgares. Assiégé au château de Devin, le prince Ratislav doit reconnaitre la suzeraineté franque et contraindre le clergé à renoncer à la liturgie en langue slave instituée par Cyrille et Méthode[7]. Cette même année l'empereur Michel III mène des opérations navales et terrestres contre les Bulgares. Boris Ier se soumet et doit renoncer à son alliance avec Louis II le Germanique[8].
- 13 septembre : assassinat de Pietro Tradonico. Orso Ier Participazio est élu doge de Venise[9].

- Robert le Fort attaque deux bandes de Normands de la Loire à la fin de l'année. Il est victorieux de la première mais la seconde le contraint à la retraite. Il est blessé lors de la bataille[2].
- Inondation catastrophique du Rhin, consignée par les Annales de Xanten[10].